# Grambois
 Grambois  es una población y comuna francesa, en la región de Provenza-Alpes-Costa Azul, departamento de Vaucluse, en el distrito de Apt y cantón de Pertuis.
Está integrada en la Communauté de communes Luberon - Durance.

## Demografía
| 818 | 900 | 887 | 877 | 860 | 844 | 847 | 915 | 894 | 824 | 799 | 690 | 689 | 661 | 650 | 575 | 529 | 532 | 510 | 462 | 455 | 401 | 417 | 419 | 448 | 413 | 452 | 465 | 548 | 709 | 903 | 1113 |
| Para los censos de 1962 a 1999 la población legal corresponde a la población sin duplicidades (Fuente: INSEE [Consultar]) |     |     |     |     |     |     |     |     |     |     |     |     |     |     |     |     |     |     |     |     |     |     |     |     |     |     |     |     |     |     |      |